# Caroline van der Plas
Carolina Ann Maria van der Plas, dite Caroline van der Plas, née le 6 juin 1967 à Cuijk, est une journaliste, agricultrice et femme politique néerlandaise, membre du Mouvement agriculteur–citoyen (BBB), qu'elle fonde en 2019 et dirige depuis 2020. Elle est élue représentante à la Seconde Chambre lors des élections législatives de 2021.

## Biographie
Sa mère, d’origine irlandaise, a été conseillère communale à Deventer, son père était reporter sportif. Elle même travaille d'abord comme journaliste, puis comme conseillère en communication pour le secteur de l’agroalimentaire et de l’élevage, avant de s'établir comme agricultrice.

### Carrière politique
Elle est d'abord membre du parti conservateur Appel chrétien-démocrate.
Caroline van der Plas prend l'initiative de créer un nouveau parti politique, baptisé le Mouvement agriculteur–citoyen, après le déclenchement des manifestations d'agriculteurs aux Pays-Bas en 2019 et 2020, afin de porter « la voix de et pour la campagne ». Elle quitte l'Appel chrétien-démocrate (CDA) à la suite des élections provinciales de 2019, reprochant à celui-ci de ne pas assez prendre en considération ses électeurs ruraux.
À l'occasion des élections législatives de 2021, Caroline van der Plas remporte un mandat parlementaire, à la surprise de certains observateurs, en tant que chef de file du parti. Selon l'Index politique national (NPI), évaluant les travaux parlementaires de la Seconde Chambre, elle est la meilleure représentante du pays dès sa première année de mandat.
Elle présente un programme politique, bien qu'encore assez nébuleux, fondé sur le « libéralisme social » : allègement des impôts et des normes, nationalisation du secteur énergétique, politique de l'asile « plus stricte », aides pour les étudiants souvent endettés aux Pays-Bas, etc. Elle estime que le changement climatique « a existé de tout temps », sans nier que l'activité humaine « puisse l'accélérer, et je dis bien “puisse” ».